# Sylwia Oksiuta-Warmus
Sylwia Oksiuta-Warmus, dawniej Sylwia Oksiuta (ur. 19 stycznia 1982 w Białymstoku) – polska aktorka teatralna, filmowa i telewizyjna, lalkarz, scenarzysta, reżyser, instruktor teatralny, dziennikarz, pedagog, arteterapeuta, logopeda/neurologopeda/surdologopeda i działaczka społeczna.

## Życiorys
Wychowała się w Strabli koło Bielska Podlaskiego. Ukończyła II Liceum Ogólnokształcące im. Anny z Sapiehów Jabłonowskiej w Białymstoku, jest absolwentką Akademii Teatralnej w Warszawie (Wydział Sztuki Lalkarskiej w Białymstoku) 2005 r, Akademii Dziennikarstwa PWT w Warszawie, a także Krakowskiej Szkoły Filmu i Komunikacji Audiowizualnej (kierunek scenariopisarstwo). Ponadto ukończyła podyplomowe studia terapia pedagogiczna z arteterapią na Wydziale Wychowania Artystycznego Akademii im. Jana Długosza w Częstochowie/ (obecnie Uniwersytet Humanistyczno - Przyrodniczy w Częstochowie). Ukończyła również studia podyplomowe logopedia ogólna i kliniczna w Wyższej Szkole Nauk o Zdrowiu w Poznaniu oraz specjalizację neurologopedyczną i surdologopedyczną WSKZ we Wrocławiu.
Już jako uczennica szkoły podstawowej brała udział w szkolnych przedstawieniach teatralnych. W liceum należała do szkolnego koła teatralnego Bez maski i równocześnie uczęszczała do białostockiego teatru Klaps Antoniny Sokołowskiej. 
Zadebiutowała na scenie na IV roku studiów (2005) w Teatrze Powszechnym im. Jana Kochanowskiego w Radomiu. Przez dwa sezony (2005-2007) pracowała w Lubuskim Teatrze im. Leona Kruczkowskiego w Zielonej Górze. Od 2007 roku zatrudniona w Teatrze im. Adama Mickiewicza w Częstochowie.Od 2021 r. współpracuje równolegle z Teatrem Współczesnym w Krakowie.
Pracuje teatralnie, arteterapeutycznie oraz logopedycznie z dziećmi, młodzieżą i dorosłymi (również z niepełnosprawnymi), a także z seniorami, amazonkami i bezdomnymi – prowadząc warsztaty teatralne, wystawiając przedstawienia, prowadząc gabinet LogopediArt. Uczestniczy w wielu akcjach społecznych i charytatywnych, organizuje zbiórki dla osób potrzebujących np. dzieci z Domów Dziecka, z niepełnosprawnościami czy doświadczonych kryzysem bezdomności.  W grudniu 2016 r. podczas XI Gali Wolontariatu Częstochowskiego w Filharmonii Częstochowskiej im. Bronisława Hubermana miała miejsce premiera wyreżyserowanego przez artystkę przedstawienia z udziałem bezdomnych mężczyzn pt. Wystawieni. Natomiast na przestrzeni 2014 - 2021 wielokrotnie na różnych scenach wystawiany był spektakl "RakoTWÓRCZOŚĆ" z udziałem onkologicznych podopiecznych Hospicjum Dar Serca, którego była inicjatorką i opiekunką artystyczną.

## Nagrody
- 2006 – nagroda „Leon 2006” za debiut na deskach Lubuskiego Teatru im. L. Kruczkowskiego w Zielonej Górze
- 2016 – tytuł przyjaciela Wolontariatu Agape (przyznany przez Stowarzyszenie Wzajemnej Pomocy Agape)[1]
- 2017 – Nagroda Miasta Częstochowy w dziedzinie kultury w kategorii Teatr i Film

## Filmografia
| Filmy |                            |                              |       |
| Rok   | Tytuł                      | Rola                         | Uwagi |
| 2009  | Mniejsze zło               | studentka                    |       |
| 2010  | Mistyfikacja               | prostytutka „Marilyn Monroe” |       |
| 2011  | Polnische Ostern           | farmaceutka                  |       |
| 2017  | Pewnego razu w listopadzie | komornik Iza                 |       |

| Produkcje telewizyjne |                                   |                                     |                                                                                             |
| Rok                   | Tytuł                             | Rola                                | Uwagi                                                                                       |
| 2007                  | Detektywi                         |                                     | serial telewizyjny                                                                          |
| 2007                  | Jutro idziemy do kina             | prostytutka                         | film telewizyjny                                                                            |
| 2007–2008             | Na Wspólnej                       | Lidia Śmigielska                    | serial telewizyjny                                                                          |
| 2010                  | Krzysztof                         | „Kinga”, żona „Franco”              | film telewizyjny, z cyklu „Prawdziwe historie”, wymieniona w napisach pod nazwiskiem Osnuta |
| 2013–2017             | Szpital                           | dr Anna Nowicka                     | serial telewizyjny, do odcinka 403 wymieniana w napisach pod nazwiskiem Oksiuta             |
| 2014–2017             | Szkoła                            | dr Anna Nowicka                     | serial telewizyjny, odcinek: 83                                                             |
| 2020                  | Przyjaciółki                      | Joanna Drzewiecka, żona Leona       | serial telewizyjny, odcinki: 173, 174, 178, 179, 180                                        |
| 2020                  | Na dobre i na złe                 | Zośka, matka Szymona                | serial telewizyjny, odcinek: 770                                                            |
| 2021                  | Kochane pieniądze                 | Elżbieta Machnicka                  | serial telewizyjny, odcinek: 76                                                             |
| 2021                  | Kasta                             | Mariola, szefowa mafii narkotykowej | serial telewizyjny, odcinek: 165 pt. „Dowody”, wymieniona w napisach pod nazwiskiem Warmus  |
| 2021                  | Sprawiedliwi – Wydział Kryminalny | Marzena Tkaczyk                     | serial telewizyjny, odcinek: 501                                                            |
| 2022                  | Barwy szczęścia                   | lekarka                             | serial telewizyjny, odcinki: 2618, 2620                                                     |

Doświadczenie filmowe:
- 2024 - NA DOBRE I NA ZŁE, Obsada aktorska;
- 2024-2023 - DZIELNICA STRACHU, Obsada aktorska;
- 2023 - LOMBARD, Obsada aktorska;
- 2022 - LOKATORKA, Obsada aktorska (Sekretarka);
- 2022 - SPRAWIEDLIWI. WYDZIAŁ KRYMINALNY, Obsada aktorska (Żona Milena Kwiatek);
- 2022 - ZAGADKI LOSU, Obsada aktorska (Sandra Błażejczyk, sezon 2, odcinek 24);
- 2022 - KASTA, Obsada aktorska (Córka Jolanta Mirczak);
- 2021 - LOMBARD. ŻYCIE POD ZASTAW, Obsada aktorska (Małgorzata Rubińska);
- 2021 - KOCHANE PIENIĄDZE, Obsada aktorska (Elżbieta Machnicka);
- 2021 - KASTA,  Obsada aktorska (Mariola - szefowa mafii narkotykowej);
- 2021 - SPRAWIEDLIWI. WYDZIAŁ KRYMINALNY, Obsada aktorska (Marzena Tkacz, właścicielka klubu fitness);
- 2021 - TAJEMNICE MIŁOŚCI, Obsada aktorska (Lidia Bartkowiak);
- 2021 - BARWY SZCZĘŚCIA, Obsada aktorska (Dr onkolog);
- 2020 - NA DOBRE I NA ZŁE, Obsada aktorska (Zośka, matka Szymona);
- 2020 - PRZYJACIÓŁKI, Obsada aktorska (Joanna Drzewiecka, żona Leona);
- 2017 - PEWNEGO RAZU W LISTOPADZIE, Obsada aktorska (Komornik Iza);
- 2014-2017 - SZKOŁA, Obsada aktorska (Doktor Anna Nowicka);
- 2013-2019 - SZPITAL, Obsada aktorska (Doktor Anna Nowicka);
- 2011 - POLNISCHE OSTERN, Obsada aktorska (Farmaceutka);
- 2010 - MISTYFIKACJA, Obsada aktorska (prostytutka "Marilyn Monroe");
- 2010 - PRAWDZIWE HISTORIE, Obsada aktorska ("Kinga", żona "Franco");
- 2009 - MNIEJSZE ZŁO, Obsada aktorska (Studentka);
- 2007 - JUTRO IDZIEMY DO KINA, Obsada aktorska (Prostytutka);
- 2006 - DETEKTYWI, Obsada aktorska (Aktorka);
- 2003 - NA WSPÓLNEJ, Obsada aktorska (Lidia Śmigielska).

## Spektakle teatralne
- Debiut teatralny – Hanna i Śmierć „Fraszki. Pieśni. Interludia” na podst. Jana Kochanowskiego, reż. Krzysztof Galos, Teatr Powszechny im. J. Kochanowskiego w Radomiu
- Spektakl dyplomowy – „Warstwy” przygotowanie Leszek Mądzik
- Spektakl dyplomowy – „Mamidło” (według S.Kane / P. Suskinda), reż. Marek Ciunel
- Karolka – „Ciemno”, Marek Rębacz, reż. Marek Rębacz
- Siostra – „Kopciuszek”, adaptacja i reżyseria – Jacek Popławski
- Jill – „Ostra jazda”, Norm Foster, reż. Mirosław Połatyński
- Franka – „Amazonia”, Michał Walczak, reż. Tomasz Man
- Prezydentowa de Tourvel – Niebezpieczne związki, Christopher Hampton według powieści Pierre’a Choderlosa de Laclosa, reż. Ingmar Villqist
- Eliza – „Polowanie na łosia”, Michał Walczak, reż. Marek Warnitzki
- Królewicz – Królewicz i Żebrak według Marka Twaina, reż. Dariusz Wiktorowicz
- „Szałaputki”, Janusz Ryl-Krystianowski, reż. Maria Weigelt, Teatr Lubuski w Zielonej Górze
- Marianna, Harpagon według Moliera, reż. Tomasz Man, Teatr Lubuski w Zielonej Górze
- Córka, „Spuścizna”, Ireneusz Kozioł, reż. Piotr Łazarkiewicz, Teatr Lubuski w Zielonej Górze
- Stewardessa, „Kochanie, posadź Jumbo Jetta”, scenariusz i reż. Marek Rębacz, Teatr Lubuski w Zielonej Górze
- Olivia – Wieczór Trzech Króli, William Szekspir, reż. Gennady Trostyanetskiy
- Benedikte – „Plaża”, Peter Asmussen, reż. André Hübner-Ochodlo
- Michasia – „Mieszczanin szlachcicem”, Molier, reż. Waldemar Śmigasiewicz
- Małgosia – „Jaś i Małgosia”, reżyseria i adaptacja Robert Dorosławski
- Mary Lennox – Tajemniczy ogród według F. H. Burnett, scenariusz i reżyseria Cezary Domagała
- Ona – „Patrz, słońce zachodzi”, Sibylle Berg, reż. Bronisław Nowicki
- Mela – „Moralność Pani Dulskiej”, Gabriela Zapolska, reż. Ewelina Pietrowiak
- Józio – Ferdydurke, Witold Gombrowicz, reż. i adaptacja Bogdan Michalik
- Koziołek Matołek, Kornel Makuszyński, reż. i adaptacja Czesław Sieńko
- Kram z piosenkami, Leon Schiller, reż. Laco Adamík
- „SKAZAna” – scenariusz, reżyseria, scenografia, wykonanie – Sylwia Oksiuta (premiera – 6 III 2012), przedstawienie realizowane w ramach stypendium.
- Pani Martin - "Łysa śpiewaczka", E.Ionesco, reż. A. Majczak
- Alice Le Blanc – „Czyż nie dobija się koni?”, Horace McCoy, reż. Magdalena Piekorz[3]
- Królewna, Róża - "Królowa Śniegu",H.Ch. Andersen, reż. Magdalena Piekorz
- Wnuczka - "Siła przyzwyczajenia", T. Bernhard, reż.Andre Hubner - Ochodlo
- Ołena - "Dziewiąty Dzień Księżycowy", O.Hromowa, reż. Michał Zdunik
- Lennox, Wiedźma, "Makbet", W.Shakespeare, reż. Andre Hubner - Ochodlo
- Zofia Pareńska - "Seks po krakosku", scenariusz i reżyseria Jan Naturski, Teatr Współczesny w Krakowie
- Tereska - "Wina Kupidyna", scenariusz i reżyseria Jan Naturski, Teatr Współczesny w Krakowie.
- Nina Ponimirska - „Kariera Nikodema Dyzmy”, reż. Gabriel Gietzky, Teatr im.A.Mickiewicza w Częstochowie                                                                                                                           • Wielka Lisica Zenko, Toi, Mekurabe   - „Jak zostać smokiem”, reż. Karolina Okurowska - Wabnic, Teatr im.A.Mickiewicza w Częstochowie                                                                                                                                                                                            • Zofia Żeleńska - „Skandal w Krakowie”, reż.Jan Naturski, Teatr Współczesny w Krakowie